# Lee Trevino's Fighting Golf
Lee Trevino's Fighting Golf (ファイティング ゴルフ Faitingu Gorufu?) är ett arkadspel från 1988, utvecklat av SNK och porterat till NES. Spelet utspelar sig på golfbanor runtom i Japan och USA.

### Fotnoter
1. 1 2 3  ”Lee Trevino's Fighting Golf”. NES DB. 28 februari 1988. Arkiverad från originalet den 27 april 2014. https://web.archive.org/web/20140427210231/http://www.nesdb.se/game_more.php?id=510&rid=3. Läst 27 april 2014.